# Šošoni
Shoshoni (Shoshone) je ime glavne grupe Shoshonean govornika nastanjenih u Velikom Bazenu (Great Basin) u području zapadne i sjeverozapadne Nevade (Zapadni Šošoni), sjevernog Utaha (Werber Ute), središnjem graničnom području Nevade i Utaha (Gosiute), središnjem i južnom Idahu (Northern Shoshoni i Lemhi Shoshoni), u graničnom području sjeveroistočnog Wyominga s Idahom (Sheep-Eaters), jugoistočnom Wyomingu (Wind River ili Eastern Shoshoni), u Kaliforniji u području Panamint Valleya (Panamint ili Koso), i na kraju u zapadnom Teksasu (Comanche). Sva ova nabrojena plemena pripadaju grupi pravih Šošona, i jezično čine skupinu jezika poznatu kao Central Numic. 
Glavne grupe Šošona su Western, Northern i Wind River, koje se dalje dijele na niz lokalnih skupina. Komanči su po krvi Wind River Šošoni od kojih su se odvojili. Panamint Indijanci (uz Komanče) još su jedna grupa koja živi dugo vremena odvojena od matične šošonske zajednice, odnosno pravih Šošona. Indijanci 'Weber' Ute, tako poznati, ne pripadaju grupi Ute Indijanaca, nego su dobili krivo ime, i pripadaju pravim Šošonima. Central Numic skupina zajedno sa skupinama Southern Numic i Western Numic čini grupu šošonskih jezika koja je prije označavana imenom Plateau Shoshonean.
Široj grupi Šošonskog stanovništva, to jest Shoshonean-govornicima, pripadaju plemena Ute i njihove lokalne grupe, nadalje Chemehuevi i srodnici im Southern Paiute, Indijanci Northern Paiute, Bannock, Kawaiisu, Owens Valley Paiute i Mono, ali ne spadaju u prave Šošone, nego šošonskoj pod-porodici ili porodici. 

## Ime
Značenje imena Shoshoni nije poznato, i vjerojatno je nastalo od nekog stranog naziva. -Čest naziv Snake (Zmijski Indijanci) koje im se daje, uglavnom se odnosi na njihove skupine Yahuskin i Walpapi iz Oregona.

## Kultura
Veliki dio Velikog bazena je suha pustinja, prilično nepogodna za život. Šume borova mogu se naći tek u planinama ili u blizini potoka i jezera. Klima je ljeti suha i vruća, i ekstremno hladna zimi. Cijeli bazen okružen je planinskim lancima. Na istočnim granicama proteže se Stjenjak i Sierra Nevada na zapadu. Plato Colorada čini mu južnu granicu dok se na sjeveru nalazi Plato Columbia. Planine što na istoku i zapadu okružuju veliki Bazen ne pogoduju prodoru kišnih oblaka koji na njima ostave svu kišu, istovremeno je evaporacija u bazenu veoma visoka, godišnja padalina iznosi 5.1–51 cm. Godišnje. Šošoni su ipak ovdje opstali. 
U veoma negostoljubivom području Velikog Bazena Indijanci su morali najviše vremena provoditi u potrazi za hranom. Izvori su bili veoma škrti, zmije, razni kukci i opasni pauci, te rijetko raslinje bili su im sav izbor. Obitelji Zapadnih Šošona živjele su na najškrtijem tlu, organizacija bijaše ograničena na nekoliko srodnih porodica, koje su ljubomorno čuvale svoje izvore prehrane. Kretali su se pješice. Njihovi domovi bijahu vjetrobrani od granja preko ljeta, ili čunjaste kolibice wickiup preko zime.  Odjeća Zapadnih Šošona je oskudna, i mnogo siromašnija nego kod Sjevernih i Wind River Šošona, koji su na izbor imali preriju, bizona i konje.

## Šošoni danas
Pravi Šošoni danas žive po brojnim malenim rezervatima u Nevadi (Western Shoshoni), Utahu (Gosiute), Idahu (Northern Shoshoni, Lemhi; 9,400, 2000.), Wyomingu (Wind River) i Kaliforniji (Panamint; 100,  2000.), te Komanči u Oklahomi (7,000, 2000.)

## Vanjske poveznice
- A. Dudley Gardner, The Shoshoni and the Seeds of Change, 1803-1868  Arhivirana inačica izvorne stranice od 13. listopada 2007. (Wayback Machine)
- SHOSHONI INDIANS: Northwestern Bands
- Shoshoni Indian Tribe History
- The Shoshoni Indians (dječja stranica)  Arhivirana inačica izvorne stranice od 10. srpnja 2010. (Wayback Machine)

- Šošonske mokasine ukrašene perlicama (pripadale su poglavici Washakie), Museum of Man, San Diego, California.